# リリアン・ホー
リリアン・ホー（中国での通称名：何嘉莉（芸名：何俐恩）、英語：Lillian Ho。1980年8月1日 - ）は香港出身の歌手、俳優、香港の映画女優、広告少女スター、ファッションモデル、女性歌手、ドラマ女優、九頭身の女優。

## 経歴
1998年、香港でデビュー。2002年、芸名を何嘉莉から何俐恩に改名し、台湾で再デビュー。
昔彼女は香港の人気がある芸人だった，しかし彼女はレコード会社に放棄される。
放棄する原因:(彼女は会社違法な要求に対して賛成しない)，終....彼女は追い払われて台湾まで発展する。
しかしたくさんしていない宣伝，終...彼女は契約をやめなければならない。
注意:彼女が芸能界を離れるのは愛情ではない。主要な原因はレコード会社の問題だ。
少しひと言:昔彼女と有名な髪形師彼氏は同居する，今に香港のデザート王と結婚し。

## レコード記録

### オリジナルアルバム

#### Fitto Records
- 1998年 10月  My Dreams  EP+VCD 2枚組 (香港盤)
- 1999年 6月   持つ CD+VCD 2枚組 (香港盤)
- 1999年 6月   持つ CD 1枚組 (中国盤)

#### EEG Records
- 1999年 11月 情欲の思想を占有する EP+VCD 2枚組 (香港盤)

#### Avex Records
- 2002年 7月  出発する  CD 1枚組 (台湾盤)
- 2002年 7月  出発する  CD 1枚組 (香港盤)

## 出演作品

### 映画出演
- 1996年：四個32A和一個香蕉少年（日本未公開）
- 1998年：愈墮落愈英雄（日本未公開）
- 1998年：硝子のジェネレーション〜香港少年激闘団〜
- 1998年：魔鏡（日本未公開）
- 1999年：愛は波の彼方に
- 2000年：アクシデンタル・スパイ
- 2001年：美女の警務処（日本未公開）
- 2001年：友人のレストラン（日本未公開）

### TVドラマ出演
- 2000年：婚姻の家

### ラジオドラマ出演
- 1999年：コマーシャルラジオ903 - 愈錯愈愛
- 1999年：メトロラジオ997 - 打妖王
- 1999年：コマーシャルラジオ903 - 好想哭
- 2001年：コマーシャルラジオ88.1 - 18楼C座
- 2001年：メトロショービズ - 藍寶石的夜空

## 受賞して記録する
- 1996年 アジアテレビ：蔕あるのスター気質の広告女性スター
- 1998年 Clarins / Marie Claire十大完璧な皮膚素質さ
- 1998年 メトロラジオ：音楽界新しく登場す歌手 金奨
- 1998年 CASH流行歌は試合を創作する：金奨 受賞する歌曲（更に間違い更に愛する（極楽））
- 1999年 香港コマーシャルラジオ：音楽界新人優良賞
- 1999年 無線テレビ局：十大勁歌金曲の最も人気がある新人 銀奨
- 1999年 香港ラジオテレビ：十大中国語歌曲は最も前途の新人 金奨
- 1999年 広州ラジオ放送：音楽界私は最も新人が好きだ
- 1999年 メトロラジオ：大連盟カラオケ最高放送率の歌曲賞 受賞する歌曲（方向を失う）
- 1999年 無線テレビ局：勁歌金曲の第2季の選曲 新星は3週間優勝の歌曲を続ける 受賞する歌曲（更に間違い更に愛する（極楽））
- 1999年 無線テレビ局：十大童謡の歌曲 受賞する歌曲（赤ちゃんの方法がない）
- 1999年 Clarins / Marie Claire十大完璧な皮膚素質さ
- 1999年 雪の映堂：10大きい有名人魅力の目
- 1999年 メトロラジオ：大連盟カラオケ最高放送率の歌曲賞 受賞する歌曲（情欲の思想を占有する）
- 2000年 無線テレビ局：十大童謡の歌曲 受賞する歌曲（本当の本領）
- 2001年 世界カメラ：第2期焦点の新星は大賞

## 個人の資料
- 名前：リリアン・ホー
- 中国での通称名：何嘉莉（芸名 何俐恩）
- 幼名・別称：高妹、少女王馨平
- 生年月日：1980年8月1日
- 出生地：香港
- 籍貫：広東省・番禺
- 身長：178cm（5尺9寸半）
- 脚の長さ：110.55cm（43寸半）
- 前職業：香港の映画女優、広告少女スター、ファッションモデル、女性歌手、ドラマ女優
- 今の職業：ファッションデザイナー
- 長所：のっぽの 率直です
- 欠点：（話をするのが率直だ）（性格は男子のようだ）
- 性格：まじめ、率直、頑固
- 口癖：言い争わない
- 家族構成：父、母、妹
- 星座：獅子座
- 干支：サル
- 言語：英語、広東語、北京語
- 学歴：高校二年は卒業する
- 体重：50kg
- 血液型：B型
- 好み：歌を歌う、ピアノを弾く
- 最も満たす体部分：目 耳
- 好きなスポーツ：バレーボール
- 好きな歌手：中山美穂 カラーセラピーサイト
- 好きな音楽ジャンル：ジャズ、ポップス
- 得意な楽器：ピアノ
- 好きな書籍の種類：心理学、人類哲学
- 好きな食べ物：マンゴー
- 好きな飲み物：お茶
- 好きな動物：犬
- 好きなアニメ・キャラクター：Sesame Street
- 最も好きな収蔵品：腕時計
- 好きな色：青、白、黒
- 好きな季節：秋
- 好きな国：台湾、アメリカ
- 好きな異性のタイプ：身長が自分より高い 注意：しかし彼女の彼氏の身長は自分より少ない
- 芸能界の中の友達：グレース・イップ
- 芸能界の年度に入る：1995～1996年
- 芸能界の年齢に入る：15歳
- 昔のレコード会社：飛図レコード会社（1996年度～1999年度）、エンペラー・エンターテインメント・グループ（1999年度～2003年度） 注意：EEGの前名は飛図だ
- 彼女の第1首の歌曲：My Dreams
- 彼女の有名な歌曲：2種類の人
- 彼女の代表の歌曲：更に間違い更に愛する（極楽）
- 歌声の魅力：（磁性の音がある）（中の低音はずいぶん丈夫だ）

## すべての歌のリスト

### 1998年
- 私の夢
- 問題を仮設する
- 錯覚
- 2種類の人・（映画「硝子のジェネレーション～香港少年激闘団～」插入曲）
- 2種類の人（リミックス）
- 過去の愛を探し出す
- はっきり思っている
- [赤ちゃんの方法がない] [動画（ママはぽよぽよザウルスがお好き）広東語バージョンの主題曲]

### 1999年
- 更に間違い更に愛する（極楽）（Cash 流行歌は試合を創作する金奨作品）
- 間違い
- 沈寝る恋人
- The Circle Game
- 方向を失う、[メトロラジオ：大連盟カラオケ最高放送率の受賞する歌曲]
- 持つ
- 持つ（パワーミックス）
- 思惟
- 別の1位
- どうしてあなたは私をこのように愛する
- 小さい作家
- 心は暖かい・（映画「愛は波の彼方に」插入曲）
- 情欲の思想を占有する
- I Believe
- 各自の趣味
- 区別することができない愛
- 私は自ら呼吸する

### 2000年
- 自らの感じ

### 2001年
- 経験者
- 愛していない勿動

### 2002年
- 出発する
- 第1人をは選ぶ
- 未来
- 惜しい
- 無数な明日
- 美しい
- あなたを思わない
- あなたは私の贈り物だ
- グレーゾーン
- 私は後悔しない